# Mignon Talbot
Mignon Talbot (Iowa City, 16 de agosto de 1869-18 de julio de 1950) fue una paleontóloga estadounidense que se dedicó al estudio de vertebrados e invertebrados. Descubrió los únicos restos fósiles conocidos del dinosaurio Podokesaurus holyokensis en 1910, ubicados cerca del Mount Holyoke College, y publicó una descripción científica de los mismos en 1911. Fue la primera mujer que consiguió ser miembro de la Sociedad Paleontológica.

## Biografía
Mignon Talbot nació el 16 de agosto de 1869 en Iowa City, Iowa. Asistió a la Universidad Estatal de Ohio, donde recibió su título de pregrado, y se graduó de doctorado en la Universidad de Yale en 1904. Comenzó a impartir clases de Geología y Geografía en el Mount Holyoke College en 1904. Fue nombrada jefa del departamento de Geología en 1908 y jefa de los departamentos de Geología y Geografía a partir de 1929.
Durante sus treinta y un años en Mount Holyoke College, recopiló una gran colección de fósiles de invertebrados, huellas del Triásico y minerales. Desafortunadamente el museo se quemó en 1917 y casi todos los especímenes fueron destruidos, incluido el esqueleto incompleto de Podokesaurus. Se retiró de la enseñanza en 1935, pero continuó siendo una apasionada de la paleontología.

### Investigaciones y hallazgos

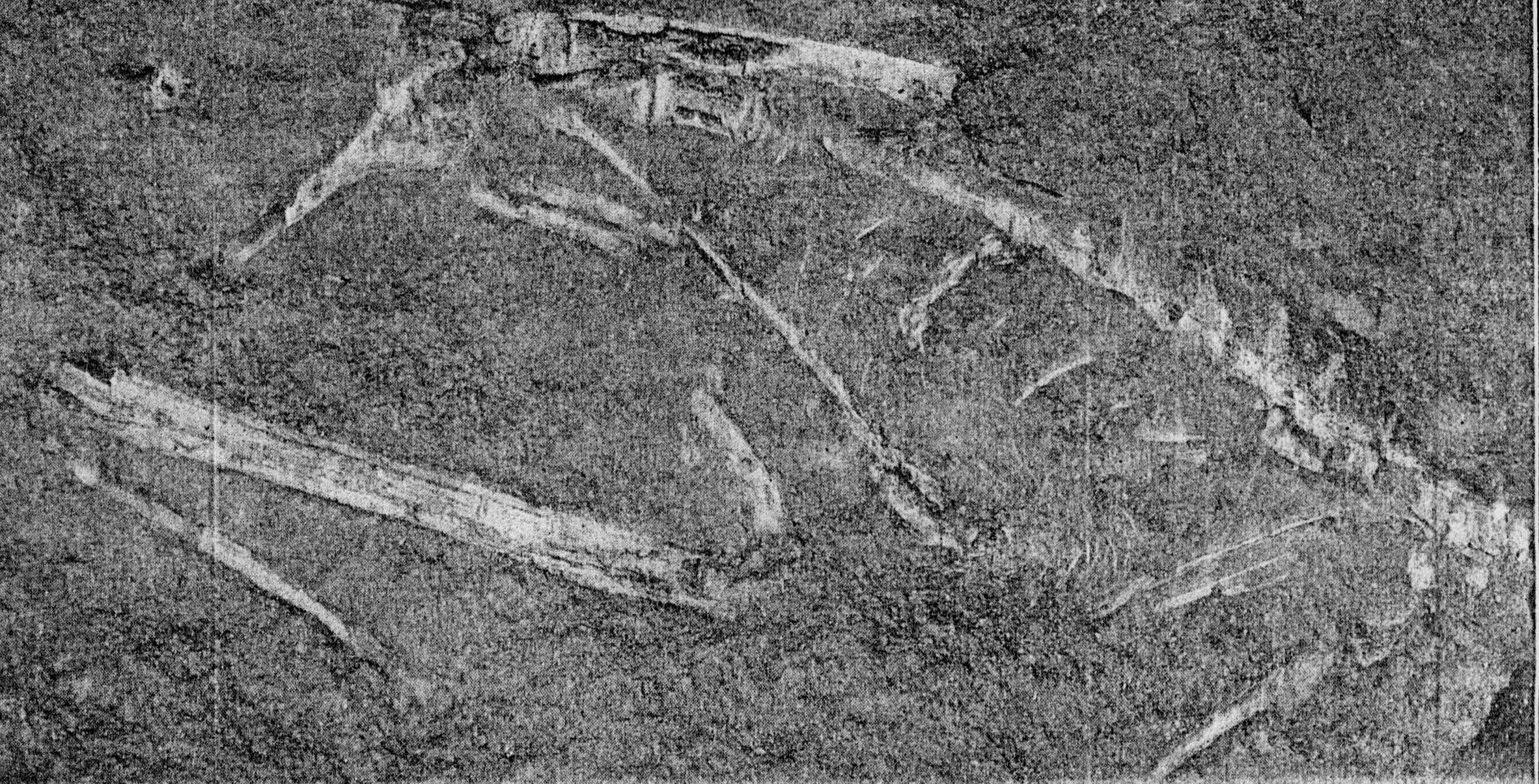
Fotografía de los restos fósiles de Podokesaurus holyokensis, tomada por Mignon Talbot en 1911.

Talbot descubrió los únicos fósiles conocidos del dinosaurio Podokesaurus holyokensis. Los restos fueron localizados cerca del Mount Holyoke College, donde trabajaba como profesora, en un lecho de arenisca entre dos protrusiones montañosas junto al río Connecticut. Durante una reunión de la Sociedad Paleontológica en diciembre de 1910, Talbot calificó al dinosaurio como carnívoro. Mientras su investigación continuaba, también identificó a la criatura como un terópodo, junto con Richard Swan Lull, profesor de la Universidad de Yale. Friedrich von Huene, colega de Lull, incluyó  a Podokesaurus holyokensis en una nueva familia basado en el género. Fue descrito formalmente por la propia Talbot en junio de 1911, convirtiéndose en la primera mujer en nombrar a un dinosaurio no aviar.
Falleció el 18 de julio de 1950. Muchas de sus notas de investigación se consideran artefactos históricos. Las contribuciones de Talbot a la Geología de invertebrados fueron reproducidas posteriormente en una colección realizada por varios académicos, titulada Revision of the New York Helderbergian Crinoids.